# Presbyornis
Genre
Espèces de rang inférieur
- P. pervetus Wetmore, 1926 (type)
- P. recurvirostris (Hardy, 1959; contesté)
- P. isoni Olson, 1994

Synonymes
- Nautilornis Wetmore, 1926
- Coltonia Hardy, 1959

Presbyornis est un genre fossile d'oiseaux de l'ordre des Anseriformes. Il compte deux espèces acceptées : le bien connu P. pervetus et le moins bien connu P. isoni. P. pervetus avait approximativement la taille et la forme d'une oie, mais avec des pattes plus longues. P. isoni, connu par quelques os, était beaucoup plus gros, plus que la taille d'un cygne. D'autres fossiles plus douteux attribués à ce genre sont également connus.

## Fossiles

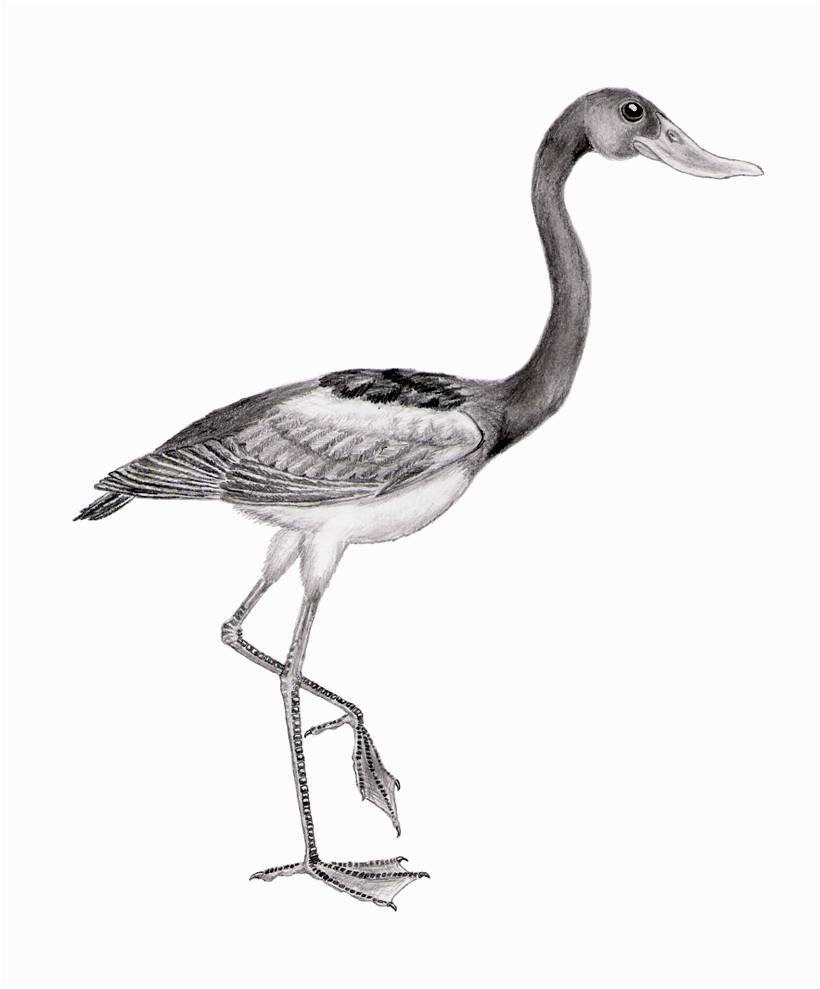
Vue d'artiste de Presbyornis

Le registre fossile de P. pervetus comprend de nombreux squelettes complets des sites de la formation de la Green River, aux États-Unis (Éocène précoce), ce qui suggère que les oiseaux nichaient en colonies et étaient probablement susceptibles de succomber au botulisme, comme de nombreux oiseaux aquatiques ou oiseaux de rivage nichant en colonie aujourd'hui.
P. isoni est connu à partir de l'humérus (USNM 294116) de la formation Aquia du Paléocène tardif (Maryland, 61-62 MYA) et d'un os de doigt (USNM 294117), qui ont été initialement attribués à Headonornis (BMNH PAL 3686, 5105, 6240). Comme ceux-ci sont de l'Éocène tardif ou même de l'Oligocène précoce (BMNH PAL 5105, Bembridge Marls), ils appartiennent peut-être à un taxon distinct.
P. recurvirostris est une espèce contestée, possiblement synonyme de P. pervetus. Elle est connue à partir d'une aile partielle (KUVP (en) 10105) trouvée dans les sédiments de l'Éocène de la formation Colton du plateau Wasatch, près d'Ephraim (Utah). Des fossiles non décrits sont également connus du Paléocène de l'Utah et peut-être du début de l'Éocène de la Mongolie. Le coracoïde encore attribué à Headonornis pourrait également appartenir à ce genre.

## Description
Presbyornis est l'un des premiers Anseriformes. En raison de ses longues pattes et de son cou, Presbyornis a été initialement confondu avec un flamant rose, mais il a été reclassé en tant qu'ansériforme lorsqu'a été découvert son crâne avec un bec à l'anatomie proche de ceux des canards.

## Classification
On a un temps pensé que Presbyornis représentait une étape de transition entre les Anseriformes et les oiseaux de rivage, mais il est maintenant considéré comme un membre des Presbyornithidae, un groupe éteint d'Anseriformes, qui semble proche des Kamichis modernes.

## Paléobiologie
À en juger par les nombreuses découvertes de fossiles, Presbyornis aurait vécu en colonies autour de lacs peu profonds. Son bec large et plat servait à filtrer la nourriture (petites plantes et animaux) de l'eau, à la manière des canards d'aujourd'hui.

### Articles
- (en) Gareth J. Dyke, « The Fossil Waterfowl (Aves: Anseriformes) from the Eocene of England. », American Museum Novitates, vol. 3354,‎ 2001, p. 1-15 (lire en ligne [PDF]).
- (en) Evgeny N. Kurochkin, Gareth J. Dyke et Alexandr A. Karhu, « A New Presbyornithid Bird (Aves, Anseriformes) from the Late Cretaceous of Southern Mongolia », American Museum Novitates, vol. 3386,‎ 2002, p. 1-11 (lire en ligne [PDF]).
- (en) Alexander Wetmore, « Fossil birds from the Green River Deposits of Eastern Utah », Annals of the Carnegie Museum, Published by authority of the Board of Trustees of the Carnegie Institute, vol. 16,‎ 1926, p. 391–402 (lire en ligne)

### Ouvrage
- (en) D. Palmer, The Marshall Illustrated Encyclopedia of Dinosaurs and Prehistoric Animals, London, Marshall Editions, 1999 (ISBN 1-84028-152-9), p. 181.